# Dorothea Klumpke
Dorothea Klumpke Roberts (San Francisco, 9 agosto 1861 – San Francisco, 5 ottobre 1942) è stata un'astronoma statunitense naturalizzata francese.
Fu direttrice dell'Ufficio di misurazioni dell'Osservatorio di Parigi e fu nominata cavaliere della Legion d'onore.

## Biografia e carriera
Dorothea Klumpke nacque a San Francisco nel 1861. Insieme alle sue quattro sorelle studiò in California e in seguito continuò i suoi studi in Germania e all'università di Parigi, dove si specializzò in matematica. I Klumpke ebbero tutti carriere virtuose: suo fratello divenne un imprenditore di successo, sua sorella Anna un'artista e pupilla di Rosa Bonheur, sua sorella Augusta divenne un medico e Julia e Mathilda due musiciste.
Dorothea Klumpke divenne la prima donna a conseguire un dottorato di ricerca presso l'università di Parigi con una tesi intitolata L'étude des Anneaux de Saturne nel 1893.
Nel 1887, quando il Congresso internazionale degli astronomi prese in considerazione la proposta, avanzata per la prima volta da David Gill nel 1886, di preparare una grande carta stellare fotografica (La Carte du Ciel) e un catalogo stellare di accompagnamento, Klumpke iniziò a lavorare all'Osservatorio di Parigi, misurando le posizioni delle stelle su lastre fotografiche e traducendo documenti di varie lingue in francese per i registri ufficiali.
Nel 1889 la Société astronomique de France le conferì il Prix des Dames e nel 1893 l'Accademia francese delle scienze la elesse Officier d’Académie.
Nel 1901 sposò Isaac Roberts, famoso membro della Royal Astronomical Society e pioniere della fotografia nebulare. Nonostante la morte del marito sopraggiunta nel 1904, Klumpke Roberts continuò le sue ricerche, pubblicando nel 1929 The Isaac Roberts of 52 Regions, a guide to William Herschel's Fields of Nebulosity, un atlante rivelatosi di particolare utilità nell'identificare zone di cielo debolmente luminose e nel fornire preziose informazioni sui movimenti delle stelle coinvolte.
Nel 1934 fu nominata cavaliere della Legion d'onore e in seguitò ritornò con sua sorella Anna a San Francisco, dove elargì un'ingente somma di denaro a beneficio dell'università della California per l'assegnazione di due premi, uno per l'astronomia e l'altro per la matematica. Inoltre donò 3000 $ all'American Astronomical Society, di cui era entrata a far parte nel 1926.
Morì a San Francisco nel 1942 all'età di 81 anni, dopo un lungo periodo di invalidità.